# دهستان ژاورود غربی
دهستان ژاورود غربی نام دهستانی در بخش کلاترزان شهرستان سنندج، استان کردستان در ایران است. براساس سرشماری مرکز آمار ایران در سال ۱۳۸۵، جمعیت آن ۶۸۱۹ نفر (۱۶۹۶ خانوار) بوده‌است.